# Инсекти у уметности
Мотив инсеката је коришћен у уметности, као и у другим аспектима културе од давнина. Уметничке форме укључују директно приказивање буба (елитра) на сликама, текстилу и накиту, као и представљање инсеката у визуелним уметничким гранама, као што су слике и скулптуре. Исенкти су били водећи мотив у креирању накита сецесије.
Групе инсеката представљене у уметности укључују пчеле, лептире, скакавце и вилине коњице.

## Преглед
Друшва и народи од антике до савременог периода користе облике и боје инсеката у ументности. Некада се користе и физичка тела инсеката. У уметности, било да је у питању накит или керамика, сликање тела или текстил, слике или скулптуре. У Северној Америци, Навахо праве симболичне слике у песку мува, мољаца, кукурузних буба и вилиних коњица.
Хопи су цртали разне врсте инсеката, посебно инсеката, на својој грнчарији.
У другим деловима света инсекти, најчешће пчеле, приказани су у уметности креираној на камеун током античког периода. Аустралијски Абориџини су често представљали тотемске инсекте на сликама у пећинама и ритуалним предметима. Уметност бројних цивилизација попут античке Грчке, Кине и Јапана укључују приказе пчела, лептире, цврчака и вилиних коњица.

## Групе инсеката

### Пчеле
Учестала тема за различите античке културе у Европи и на Блиском истоку била је пчела или човек са обележјима инсект. Често називана пчела "богиња", ове слике су пронађене на драгом камењу и камену. Драгуљ од оникса из Кнососа (древни Крит) који датира из приближно 1500. године пре нове ере илуструје богињу пчела са роговима бика изнад главе. У овом случају, фигура је окружена псима са крилима, који највероватније представљају Хекату и Артемида - богове подземља, слично египатским боговима Акеу и Анубиса.
Током 2011. уметница Ана Колет направила је преко 10.000 керамичких инсеката у Нотингемском замку за свој уметничком рад Stirring the Swarm.

### Тврдокрилци
Beetlewing уметност је традиционална уметничка пракса у Азији, посебно Кини, Јапану, Мјанмару и Индији. Такве креације су коришћене на Тајланду као декорација одевној комбинацији или део накита, у круговима краљевог двора.
Канадски ентомолог Ц. Х. Куран у књизи из 1945. године Инсекти пацифичког света наводи жене из Индије и Шри Ланке, које су као кућне љубимце држале 3.8 центиметара дуге бубе Chrysochroa ocellata. Живе бубе у драгом камењу ношени су у свечаним приликама, вероватно са малим ланцем причвршћеним за једну ногу привезаним за одећу како би се спречило бекство. Након тога, инсекти су купани, храњени и смештени у украсне кавезе. Живе бубе са драгуљима су се такође носиле и држале као кућни љубимци у Мексику.

### Лептири
Животни циклус лептира дуго је инспирација у уметности, као и боје и китњасте шаре. Романописац Владимир Набоков је био реномирани стручњак за лептире. Објавио је и илустровао многе врсте лептира. Управо је естетска сложеност инсеката навела Набокова да одбаци природну селекцију.
Фотограф Кјел Сандид провео је 25 година фотографишући 26 слова латинице кроз мотиве шара крила и других делова лептира, што чини његов уметнички пројекат Лептир Алфабет.

### Вилини коњици
За поједина домородачка племена Америке, вилини коњици представљају симбол брзине и активности. За Навајо, они симболизују чисту воду. Чест су мотив у Зуни грнчарији кро приказ у у облику стилизованог крста са дуплом траком. Појављују се у уметности на камену племена Хопи као и на огрлицама народа Пуебло.
Слике вилиних коњица су уобичајене у сецесији, посебно у дизајну накита.

### Муве
Musca depicta (насликана мува) је приказ муве као упадљивог елемента слике. Ова техника је била широко распрострањена у сликарству 15. и 16. века и њено присуство се може објаснити различитим разлозима. Енциклопедија инсеката наводи следеће разлоге: као шалу; да симболизује вредност чак и мањих предмета Божанског стварања; као уметничка привилегија, као индикација да је портрет урађен по смрти портретисаног те као имитација дела претходних сликара.

### Скакавци
Неколико сликара активних током златног периода холандског сликарства укључивали су скакавце и друге инсекте на својим сликама.